# Microsonda
Una microsonda es un instrumento que aplica un haz estable y bien enfocado de partículas cargadas (electrones o iones) a una muestra.

## Tipos
Cuando el haz primario consiste en electrones acelerados, la sonda se denomina microsonda electrónica, cuando el haz primario está formado por iones acelerados, se utiliza el término microsonda iónica. El término microsonda también se puede aplicar a técnicas analíticas ópticas, cuando el instrumento está configurado para analizar micro muestras o micro áreas de especímenes más grandes. Tales técnicas incluyen espectroscopia Raman, espectroscopía infrarroja y LIBS. Todas estas técnicas usan microscopios ópticos modificados para ubicar el área a analizar, dirigir el haz de la sonda y recoger la señal analítica.
Una microsonda láser es un espectrómetro de masas que utiliza la ionización mediante un láser pulsado y el posterior análisis de masa de los iones generados.

## Usos
Los científicos usan este haz de partículas cargadas para determinar la composición elemental de los materiales sólidos          (minerales, vidrios, metales). La composición química del objetivo se puede encontrar a partir de los datos elementales extraídos a través de los rayos X emitidos (cuando el haz primario consiste en electrones cargados) o la medición de un haz secundario emitido de material pulverizado desde el objetivo (en el caso de que el haz primario consista en iones cargados).
Cuando la energía iónica se encuentra en el rango de unas pocas decenas de keV (kiloelectrovoltio), estas microsondas se denominan generalmente FIB (haz de iones enfocado). Un FIB convierte una pequeña porción del material en un plasma; el análisis se realiza con las mismas técnicas básicas que las utilizadas en la espectrometría de masas.
Cuando la energía iónica es más alta, cientos de keV a unos pocos MeV (megaelectronvoltios), se llaman microsondas nucleares. Las microsondas nucleares son herramientas extremadamente potentes que utilizan técnicas de análisis de haces de iones como microscopios con tamaños de punto en el rango de micro/nanómetro. Estos instrumentos se usan para resolver problemas científicos en una amplia gama de campos, desde la microelectrónica hasta la biomedicina. 
Además del desarrollo de nuevas formas de explotar estas sondas como herramientas analíticas (esta área de aplicación de las microsondas nucleares se llama microscopía nuclear), recientemente se ha avanzado mucho en el área de modificación de materiales (la mayoría de las cuales se pueden describir como PBW), escritura con haz de protones).
El haz de la microsonda nuclear generalmente está compuesto de protones y partículas alfa. Algunas de las microsondas nucleares más avanzadas tienen energías de haz superiores a 2 MeV. Esto le da al dispositivo una sensibilidad muy alta a concentraciones de elementos diminutas, alrededor de 1 ppm en tamaños de haz menores que 1 micrómetro. Esta sensibilidad elemental existe porque cuando el haz interactúa con la muestra emite rayos X característicos de cada elemento presente en la muestra. Este tipo de detección de radiación se llama PIXE. Se aplican otras técnicas de análisis al microscopio nuclear, incluida la retrodispersión de Rutherford (RBS), STIM, etc.
Otro uso de las microsondas es la producción de dispositivos de tamaño micro y nano, como los sistemas microelectromecánicos y los sistemas nanoelectromecánicos. La ventaja que tienen las microsondas sobre otros procesos de litografía es que un rayo de microsonda puede escanearse o dirigirse a cualquier área de la muestra. Se puede imaginar que este escaneo del rayo de microsonda es como usar un lápiz de punta muy fina para dibujar su diseño en un papel o en un programa de dibujo. Los procesos tradicionales de litografía utilizan fotones que no se pueden escanear y, por lo tanto, se necesitan máscaras para exponer selectivamente la muestra a la radiación. Es la radiación la que causa cambios en la muestra, lo que a su vez permite a los científicos e ingenieros desarrollar pequeños dispositivos como microprocesadores, acelerómetros (como en la mayoría de los sistemas de seguridad para automóviles), etc.